# الإسلام في إيطاليا

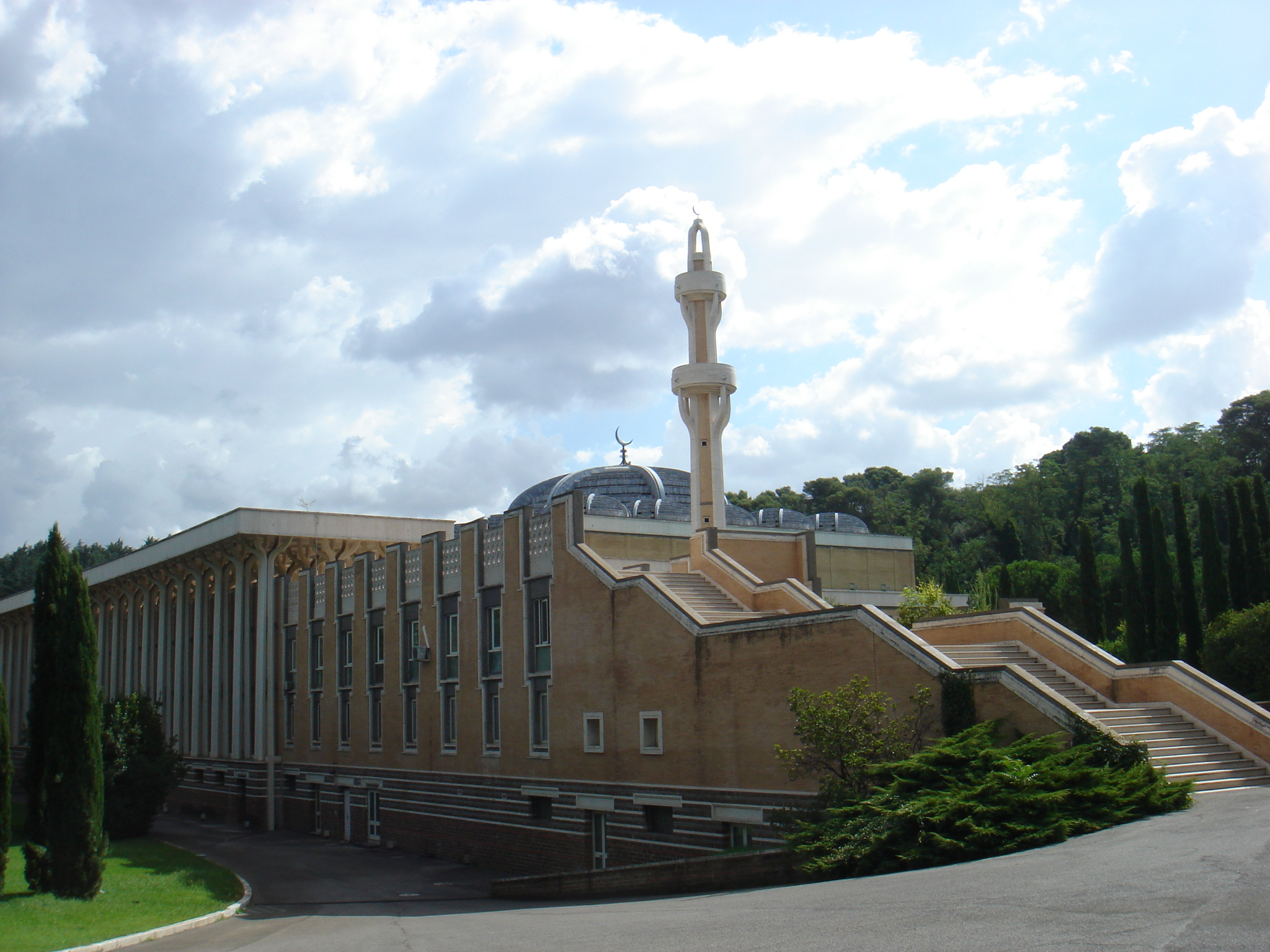
مسجد روما الكبير، أكبر مسجد في العالم الغربي.

الإسلام هو دين أقلية في إيطاليا. يعود الوجود الإسلامي في إيطاليا إلى القرن التاسع، عندما سيطرت الدولة الأغلبية على جزيرة صقلية. كان هناك تواجد إسلامي كبير في إيطاليا من عام 827 حتى القرن الثاني عشر. أدى غزو النورمانديين لصقلية إلى هجرة المسلمين إلى شمال إفريقيا.

## وصول الإسلام إلى إيطاليا
وصل الإسلام إلى ثلاث مناطق تتبع إيطاليا حالياً، المنطقة الأولى جزيرة صقلية وذلك في سنة (212هـ - 827 م)عندما فتحها إبراهيم بن الأغلب، وقاد عملية الفتح أسد بن الفرات وكان للأغالبة أسطول قوي في البحر المتوسط.
المنطقة الثانية هي جزيرة سردينيا حيث فتحت في سنة (194 هـ - 809 م)، وورث الفاطميون حكم سردينيا عن الأغالبة في سنة (297هـ - 909 م) أي بعد أن حكمها الأغالبة مدة قرن تقريباً وبقيت سردينيا في أيدي الفاطميين قرناً آخر حتى استولى عليها ملوك الطوائف المسلمون بالأندلس في سنة (406هـ -1015 م) وحاول أن يستولى عليها مجاهد العامري ولكنه فشل في استعادة الجزيرة، وذلك بسبب قوة الحلف المسيحي الذي سيطر على سردنيا في سنة (406 هـ - 1015م) وهكذا دام الحكم الإسلامي لجزيرة سردينيا أكثر من قرنين، وانتشر الإسلام خلالها في الجزيرة، وفي نهاية الحكم الإسلامي لسردنيا حكمها أمراء مسلمون من أبنائها، ولكن التحالف المسيحي الذي تكون من دولة بيزا وجنوا سيطر في النهاية على الجزيرة وعندئذ تغير وضع المسلمين، فمنذ الاستيلاء على سردينيا ظهر التحدي للمسلمين بالجزيرة، فكثرت الهجرات الإسلامية منها وشنت حرب الإبادة على المسلمين بسردينيا، وكان السبب الرئيسي في إخلاء الجزيرة من المسلمين.[بحاجة لمصدر]
المنطقة الثالثة هي شبه جزيرة إيطاليا والتي وصلها الإسلام، فقد توجه الأغالبه إلى هذه المنطقة بعد فتحهم جزيرة صقلية، فهاجم المسلمون مدينة برنديزى سنة (221هـ - 836م) ثم استولوا على نابولى في السنة التالية لها، وفتحوا كابوه في سنة (227هـ -841م)، وفتح المسلمون تارانتوا، ودخلت جيوش محمد الأول الأغلبي مدينة روما سنة (232هـ- 846 م) وأجبرت البابا على دفع الجزية.[بحاجة لمصدر]
وبعد فترة استطاع التحالف المسيحي استرجاع بعض المدن الإيطالية على أثر الخلافات التي نشبت بين القوة الإسلامية في المشرق والمغرب فاسترجعت قوات التحالف المسيحي مدن برينديزى في سنة (257هـ - 870 م) وبارى، وتارنتوا، وحاول الحفصيون والفاطميون استعادة احتلال جنوبي إيطاليا في مستهل القرن الخامس الهجري، فهاجم الحفصيون نابولي وجاتيه، وهاجم الفاطميون جنوه في سنة (322هـ -934م) كما حاول العثمانيون استرداد على جنوبي إيطاليا في سنة (886 هـ - 1481م).

## المسلمون في إيطاليا
وفقًا لمركز بيو للأبحاث لعام 2016 هناك 1,400,000 مسلم في إيطاليا (2.3٪ من السكان الإيطاليين)، ما يقرب من ثلث السكان الأجانب في إيطاليا (250.000 حصلوا على الجنسية الإيطالية). غالبية المسلمين في إيطاليا من السنة مع أقلية شيعية.

## المساجد والهيئات الإسلامية

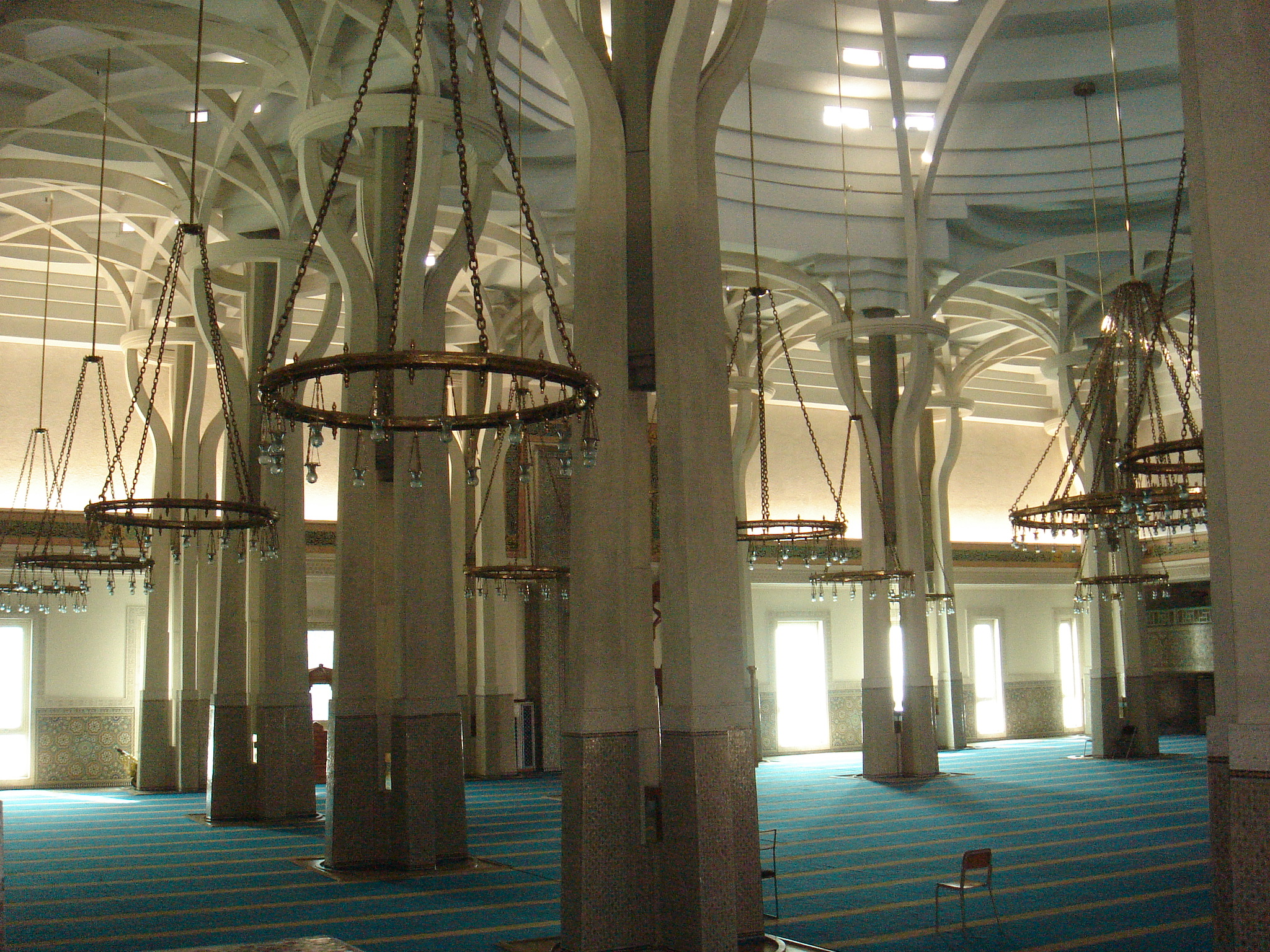
منظر داخلي لمسجد روما الكبير

ينتشر في إيطاليا حتى نهاية 2008 وبداية 2009 ما يزيد على 700 مركز إسلامي على كافة المساحة الإيطالية من الشمال إلى الجنوب عبر مقاطعاتها العشرين غير ان هناك المؤسسات ذات الصفة الوطنية والتي تضم العديد من المراكز الإسلامية الاعضاء إلى جانب مركزها الرئيسي أول واضخم هذه الهيئات الإسلامية اتحاد الجاليات الإسلامية في إيطاليا والذي يضم حوالي 150 مركزا إسلاميا تنتشر في معطم المقاطعات الإيطالية ومقره الرئيسي بمدينة روما وان كان أعضاء الهيئة الإدارية العليا يقيم أغلبهم خارج روما فعلى سبيل المثال يقيم الرئيس الدكتور محمد نور دشان بمدينة انكونا ويقيم المسؤول الاعلامي عز الدين الزير في مدينة فيرنسا والمسؤول الثقافي وجيه سعد (أبو عبد الرحمن) بمدينة ريجو ايمليا.
يليه الرابطة الإسلامية في إيطاليا وهي مؤسسة وطنية معنية بالجانب التربوي براسة الدكتور أبو الخير بريغيش ومقرها ميلانو
المعهد الثقافي الإسلامي برئاسة الشيخ أبو عماد ومقره ميلانو
المركز الإسلامي بروما تحت إشراف رابطة العالم الإسلامي ومديره الدكتور عبد الله رضوان
وقد تأسست جمعية الاتحاد الإسلامي في الغرب لرعاية اللاجئين من أوروبا الشرقية وهي أول جمعية إسلامية بإيطاليا ومركزها روما. وقامت الجمعية بتأسيس مدرسة إسلامية بمساعدة رابطة العالم الإسلامي. وأنشأ المركز الإسلامي في روما سنة (1386 هـ - 1966 م). ويتكون مجلسه التنفيدي من السفراء العرب والمسلمين ويصدر المركز مجلة شهرية، كما ينشر الكتب الإسلامية باللغة الإيطالية. إلى جانب العديد من المراكز والجمعيات الصغيرة ذات النشاط المحدود مثل معهد علوم الدين في بولوجينا، ومعهد الدراسات الشرقية في نابولى، ومعهد الدراسات الإسلامية في روما.والمركز الإسلامي بفينيسيا (البندقية) ومديره الشيخ حماد المحمد.

## القرآن
الترجمة الأبرز الآن والمعتمدة على الصعيد الإيطالي هي ترجمة معاني القران للسيد حمزة بيكاردو الإيطالي المسلم والسكرتير الأسبق لاتحاد الجاليات الإسلامية في إيطاليا. تُرجمت معاني القرآن في سنة (954هـ -1547 م) وقام بهذه الترجمة اندراير فابين نقلاً عن اللاتينية. ومن التراجم الإيطالية لمعاني القرآن ترجمة (انيلوفراكاسي) في سنة (1333هـ - 1914م).[بحاجة لمصدر]